# Кучер Анатолій Іванович
Анато́лій Іва́нович Ку́чер (нар. 19 жовтня 1951, село Перегінка, Ярмолинецький район, Хмельницька область) — перший всенародно обраний міський голова Кам'янця-Подільського (1994—1997).

## Біографічні відомості
1976 року заочно закінчив Хмельницький технолічний інститут побутового обслуговування (інженер-механік верстатобудування). У 1969—1978 роках працював на Хмельницькому радіотехнічному заводі.
1978 року за рекомендацією трудового колективу направлено на роботу в службу державної безпеки. Працював у Шепетівці, Хмельницькому, Полонному, від травня 1984 року — в Кам'янці-Подільському.
Депутат Кам'янець-Подільської міської ради 1-го (21-го) скликання (1990—1994).
10 липня 1994 року Анатолій Кучер став у Кам'янці-Подільському першим всенародно обраним головою міськради та міськвиконкому. У другому турі переміг одного з попередніх керівників міста — Володимира Крилова. Згідно з Конституцією України, ухваленою 28 червня 1996 року, посада вищого керівника міської територіальної громади здобула нову назву — міський голова. Та вже через три роки керування містом, 23 вересня 1997 року, депутати міської ради двома третинами голосів позбавили Анатолія Івановича повноважень міського голови.